# Clarendon megye
Clarendon megye az Amerikai Egyesült Államokban, azon belül Dél-Karolina államban található. Megyeszékhelye és legnagyobb városa Manning. Lakosainak száma 31 144 fő (2020. április 1.). Clarendon megye Sumter, Florence, Williamsburg, Berkeley, Orangeburg és Calhoun megyékkel határos.

## Népesség
A megye népességének változása:
| Lakosok száma | 34 948 | 34 650 | 34 367 | 34 355 | 33 775 | 31 144 |
|               | 2010   | 2011   | 2012   | 2013   | 2015   | 2020   |